# Równina Północna
Równina Północna (Nizina Krymska) – nazwa regionu geograficznego na Krymie na Ukrainie.
Podnosi się stopniowo z północy na południe, od Niziny Czarnomorskiej  do Gór Krymskich.
Dzieli się na:
- Równinę Zachodniokrymską
- Równinę Wschodniokrymską
- Równinę Centralną
- Równinę Tarchankutską
- Równinę Północnokrymską (Obniżenie Przysiwaszskie)
- Półwysep Kerczeński
  - Grzęda Parpacka